# Xyletobius dollfusi
Xyletobius dollfusi är en skalbaggsart som beskrevs av Perkins 1910. Xyletobius dollfusi ingår i släktet Xyletobius och familjen trägnagare. Inga underarter finns listade i Catalogue of Life.